# Vaïre
Pour les articles homonymes, voir Vaire (homonymie).
La Vaïre est une rivière de France, dans le département des Alpes-de-Haute-Provence, en région Provence-Alpes-Côte d'Azur, et un affluent droit du Coulomp, et donc sous-affluent du fleuve le Var.

## Géographie
Sa longueur est approximativement de 25 kilomètres. La Vaïre naît sur les flancs occidentaux de la montagne du Grand-Coyer (2 693 mètres) entre les communes de Thorame-Haute et de Méailles, à 1 225 m d'altitude.
Toute la partie supérieure de son bassin est entourée au nord, à l'est et à l'ouest de montagnes de plus de 2 000 mètres. Peu après sa naissance la rivière se dirige vers le sud-ouest, puis oblique vers le sud-est.
Elle maintient cette direction jusqu'à la ville d'Annot, où elle effectue un coude vers l'est, et rejoint bientôt le Coulomp. Peu après le « pont des Scaffarels » situé sur le territoire de l'antique petite cité d'Annot, elle conflue avec le Coulomp à Saint-Benoît, à 648 m d'altitude.

### Communes et cantons traversés
Dans le seul département des Alpes-de-Haute-Provence, la Vaïre traverse les cinq communes suivantes, dans l'ordre amont-aval, de Thorame-Haute (source) Méailles, Le Fugeret, Saint-Benoît,Annot (confluence).
Soit en termes de cantons, la Vaïre prend source et conflue dans le même canton de Castellane, dans l'arrondissement de Castellane et dans l'intercommunalité communauté de communes Alpes Provence Verdon - Sources de Lumière.

### Bassin versant
La Vaïre traverse une seule zone hydrographique « Le Coulomp » (Y603),.
Les cours d'eau voisins sont le Var au nord-est, le Coulomp à l'est et au sud-est, l'Estéron au sud, le Verdon au sud-ouest, ouest, nord-ouest et nord,.

### Organisme gestionnaire
L'organisme gestionnaire est le SMIAGE ou Syndicat Mixte Inondations, Aménagements et Gestion de l'Eau maralpin, créé en le 1er janvier 2017 , et s'occupe désormais de la gestion des bassins versants côtiers des Alpes-Maritimes, en particulier de celui du fleuve le Var. Celui-ci « a été reconnu comme EPTB, avec les félicitations du jury, lors de la séance du comité de bassin de l’Agence l’eau Rhône-Méditerranée-Corse du vendredi 22 juin 2018 car il porte à la fois des politiques liées à la prévention du risque inondation et la gestion des milieux aquatiques »,.

## Affluents
La Vaïre a sept tronçons affluents référencés au SANDRE, dont deux ont une longueur supérieure à six kilomètres :
- la Galange (rd), 11 km avec cinq affluents et de rang de Strahler quatre ;
- la Beïte (rg[note 2]), 7 km avec un affluent et de rang de Strahler deux, dont elle reçoit les eaux à Annot :
  - le ravin de Balme Michel, 1 km.

Les autres affluents ont moins de six kilomètres de longueur et sont tous de rang de Strahler un (sans affluent) :
- le ravin de l'Ubac, 5 km ;
- le ravin de Maouna, 5 km ;
- le Ray, 5 km ;
- le ravin du Gros Vallon, 3 km ;
- le ravin des Glaïres, 3 km.

### Rang de Strahler
Donc le rang de Strahler de la Vaïre est de cinq par La Galange.

## Hydrologie
Son régime hydrologique est dit nivo-pluvial.

### La Vaïre à Annot
La Vaïre est une petite rivière abondante. Son débit a été observé depuis le 1er janvier 1908 , à Annot, au lieu-dit « pont des Scaffarels », à 648 m d'altitude, c'est-à-dire après avoir reçu les eaux de son dernier affluent notable, la Galange, et tout près de son confluent avec le Coulomp. Le bassin versant de la rivière y est de 155 km2, c'est-à-dire sa quasi-totalité.
Le module de la rivière à Annot est de 2,81 m3/s.
La Vaïre présente des fluctuations saisonnières typiques d'un régime à dominante à la fois nivale et pluviale. On y distingue en effet deux périodes de crue. Les hautes eaux d'automne portent le débit mensuel moyen à un niveau situé à 3,73 m3/s, en novembre et sont suivies d'une baisse de débit jusqu'à 2,53 m3/s en janvier. Suit alors une deuxième montée du débit aboutissant à un second sommet en mars (4,02 m3/s), avril (4,74 m3/s) et mai (4,34 m3/s). Il est dû à la fonte des neiges et aux pluies de printemps. Ensuite, dès le mois de juillet, s'amorce une baisse progressive du débit vers les basses eaux d'été qui mènent le débit moyen à son étiage du mois d'août (avec une moyenne mensuelle de 1,2 m3/s), ce qui est encore assez abondant. Au total, les oscillations saisonnières sont relativement peu importantes. Cependant les fluctuations de débit peuvent être bien plus prononcées sur de plus courtes périodes, et variables d'après les années.

### Étiage ou basses eaux
Le VCN3 peut chuter jusque 0,270 m3/s, en cas de période quinquennale sèche, ce qui n'est pas trop sévère pour la région.

### Crues
Les crues peuvent être très importantes pour une aussi petite rivière à bassin réduit. Les QIX 2 et 5 valent respectivement 43 et 72 m3/s. Le QIX 10 est de 91 m3/s et le QIX 20 de 110 m3/s. Quant au QIX 50, il se monte à 130 m3/s. Le QIX 100 n'a pas encore été calculé malgré la période d'observation de 112 ans. Cela signifie que, par exemple, tous les deux ans on doit s'attendre à une crue de l'ordre de 48 mètres cubes, et tous les vingt ans une crue de 110 m3/s doit survenir, statistiquement du moins.
La hauteur maximale instantanée a été de 289 cm ou encore 2,89 m le 20 avril 2007 à 19 h 0.
Le débit instantané maximal enregistré a été de 190 m3/s le 1er octobre 1976, tandis que le débit journalier maximal était de 60 m3/s le 30 octobre de la même année. En comparant la première de ces valeurs avec l'échelle des QIX de la rivière, il apparaît que ces crues étaient largement plus importantes que la valeur calculée de crue cinquantennale, et donc fort exceptionnelles.

### Lame d'eau et débit spécifique
Au total, la Vaïre est une rivière abondante, alimentée par des précipitations, elles aussi abondantes, dans son bassin. La lame d'eau écoulée dans son bassin versant est de 572 millimètres annuellement (contre 563 mm/an pour l'ensemble du bassin du Var), ce qui est élevé, valant près du double de la moyenne d'ensemble de la France tous bassins confondus. Le débit spécifique de la rivière (ou Qsp) atteint 18,1 litres par seconde et par kilomètre carré de bassin.

## Améangements et écologie

### Pêche et AAPPMA
L'AAPPMA dite « Entrevalaise » et sise à Annot, gère le bassin versant de la Vaïre.

### Curiosités et tourisme
La vallée de la Vaïre ainsi que son bassin possèdent un riche patrimoine naturel et architectural. Citons entre autres :
- La petite ville d'Annot avec ses bâtiments du XVIIe siècle (tels l'Hôtel de ville, l'Hôtel-Dieu ou encore le pont sur la Vaïre), son donjon du XIIe servant de chœur à l'église, ou encore ses ruelles moyenâgeuses enchevêtrées et bien d'autres bâtiments intéressants.
- Pêche à la truite et eaux pures.
- Nombreuses forêts giboyeuses.
- Gorges de la Beïte.
- Méailles, avec son site superbe, son environnement sauvage, son église Saint-Jacques des XIV et XVe siècles et sa très belle grotte du Cul-de-Bœuf.
- Vues superbes le long de la route longeant la Vaïre.
- Enfin, non loin de là, la pittoresque ville (anciennement épiscopale) d'Entrevaux.
- Le village perché et préservé de Peyresq (accès par le Col de la Colle-Saint-Michel, RD 908) dans le haut de la vallée.
- Le village de la Colle-Saint-Michel est son centre de ski nordique, entre Vaïre et Haut Verdon.

La Vaïre et ses affluents
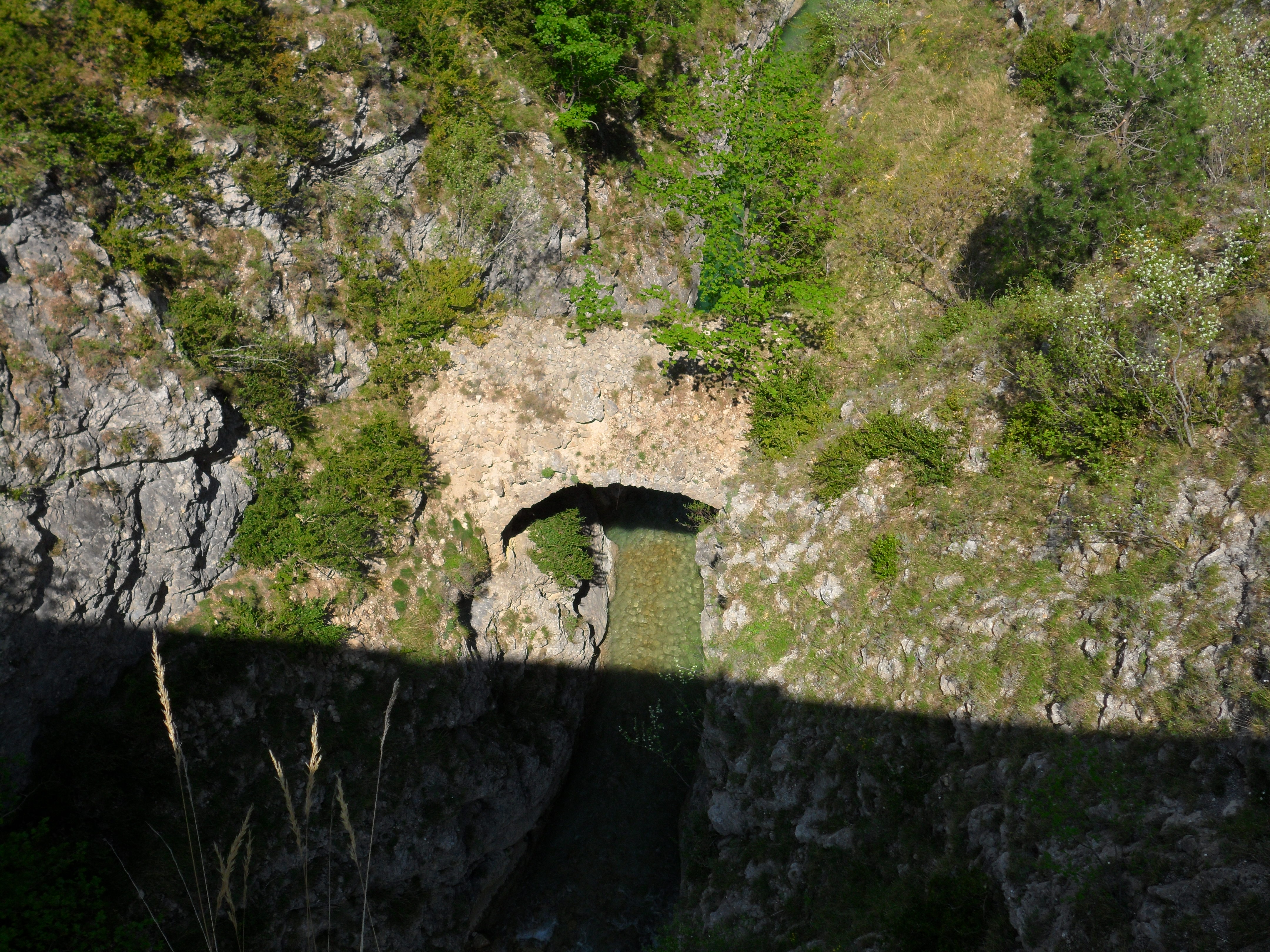
Les gorges de la Galange, affluent droit de la Vaïre, à Annot.
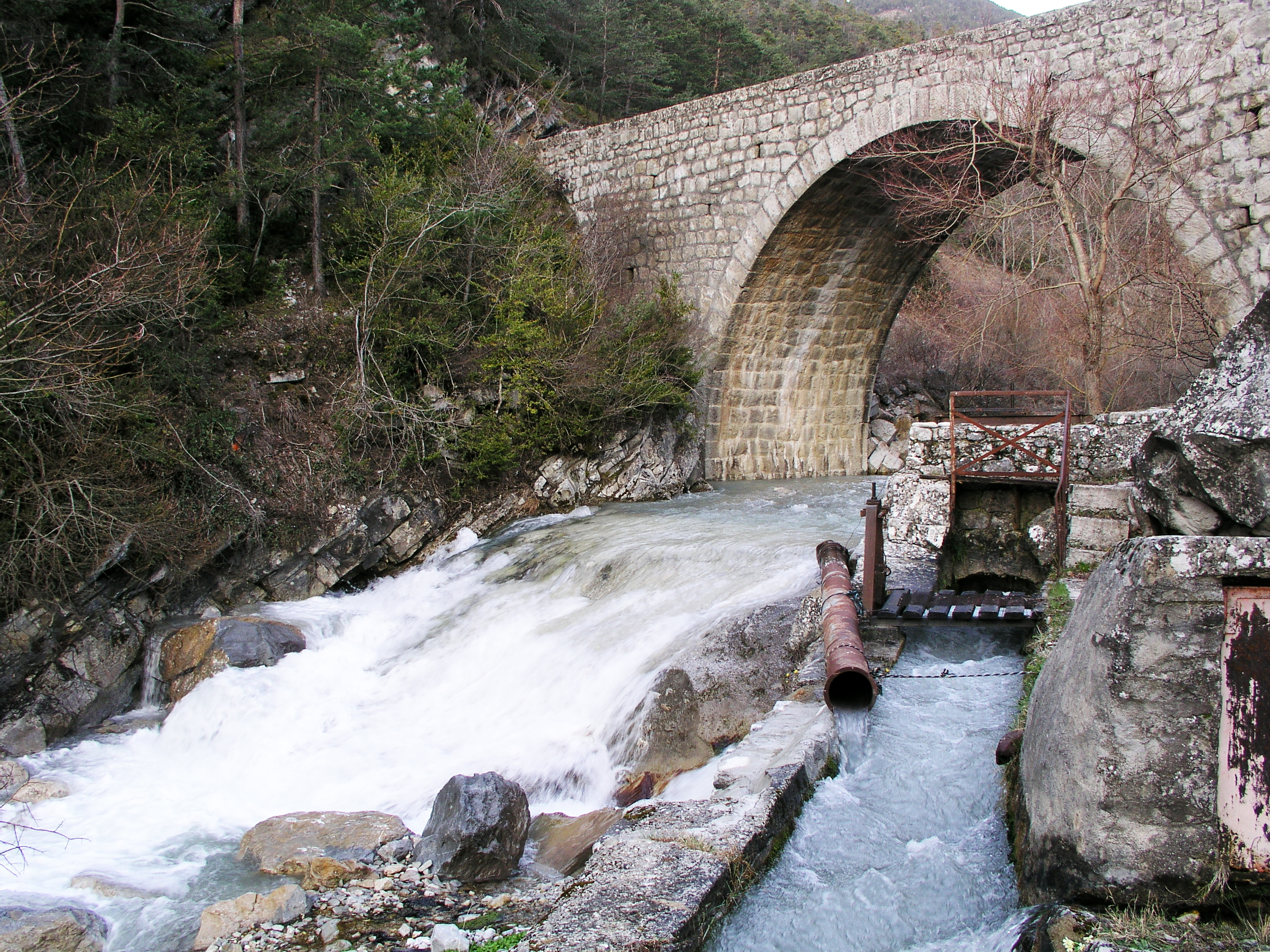
La Vaïre au Fugeret.

## Étymologie
Le nom de Vaïre signifie eau de différentes couleurs, selon le TGF. Une autre explication est fournie par Albert Dauzat, Gaston Deslandes et Charles Rostaing dans leur Dictionnaire étymologique des noms de rivières et de montagnes en France.